# Jonas Tamulis
Jonas Tamulis (* 5. März 1958 in Kaunas) ist ein litauischer Politiker.

## Leben
Nach dem Abitur absolvierte er 1981 das Diplomstudium der Physik an der Vilniaus valstybinis universitetas. Von 1981 bis 1982 arbeitete er als wissenschaftlicher Mitarbeiter am Forschungsinstitut für physikalisch-technische Probleme der Energiewirtschaft bei der Lietuvos mokslų akademija und von 1982 bis 1990 an der Vilniaus universitetas.
Von 1990 bis 1992 war er Deputat im Seimas, 1992 Kandidat zum Seimas.
Er war stellv. Vorstandsvorsitzende von Lietuvos liberalų sąjunga.